# 수퍼특공대
수퍼특공대(원제: Misfits of Science)는 미국에서 제작된 슈퍼히어로 판타지 텔레비전 시리즈이다. 1985년 10월에서 이듬해 2월까지 NBC에서 방송되었다. 대한민국에서는 1986년 8월에서 12월까지 매주 일요일 낮에 KBS 1TV에서 방영되었다.